# Лизогуб, Василий Иванович
Васи́лий Ива́нович Лизогу́б (1799—1870) — полковник лейб-гвардии Уланского полка.

## Биография
Родился в январе 1799 года (по другим данным — в 1801 году) в селе Борковка Сосницкого уезда Черниговской губернии.
В военной службе числился с 17 февраля 1819 года юнкером лейб-гвардии 1-й артиллерийской бригады в лёгкой № 6 роте. 2 апреля 1820 года был переведён в лейб-гвардии Уланский полк, 28 мая того же года произведён в портупей-юнкеры, а через год, 21 мая, — в корнеты.
1 марта 1823 году Лизогуб в чине поручика по прошению вышел в отставку, но 9 сентября 1824 года вновь вернулся в полк корнетом, 29 января 1827 года он был произведён в поручики, 1 января 1830 года — в штабс-ротмистры.
Участвуя в польской кампании 1831 года, Лизогуб был в сражении при деревне Рудках и под Остроленкой был ранен пулей в левое предплечье навылет, за это дело был награждён орденом св. Владимира 4-й степени с бантом. Проведя некоторое время на излечении в Ломжинском госпитале, Лизогуб принял участие в штурме Варшавских укреплений и за отличия против поляков был награждён орденом св. Георгия 4-й степени (21 декабря 1832 года, № 4672 по кавалерскому списку Григоровича—Степанова).
1 сентября 1833 года получил чин ротмистра, в 1837 году произведён в полковники и тогда же вторично вышел в отставку.

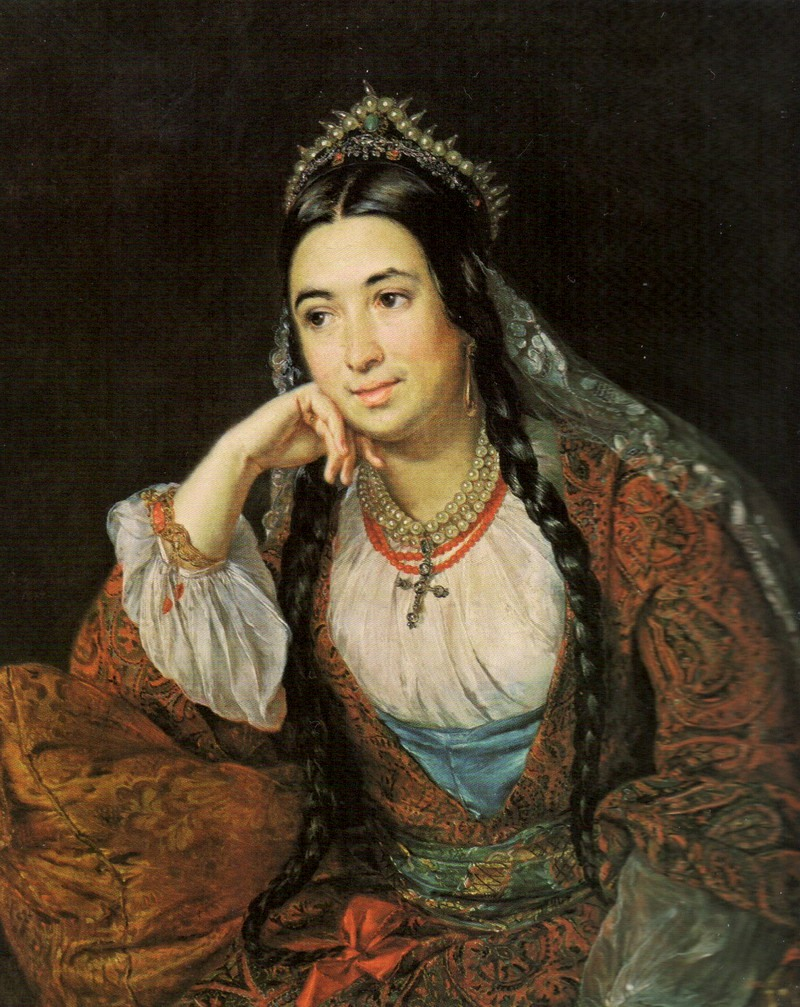
Варвара Ипполитовна на портрете В. А. Тропинина (1847)

За время своей службы среди прочих наград был удостоен орденов Святого Станислава 3-й степени и прусского ордена Красного Орла.
Умер в 1870 году. Был женат на Варваре Ипполитовне Петровской, поэтессе и писательнице.

## Награды
- Орден Святого Станислава 3-й степени;
- Орден Святого Владимира 4-й степени с бантом (1831);
- Орден Святого Георгия 4-й степени (21 декабря 1832).

Иностранные:
- прусский Орден Красного орла.